# Проникна конвекція
Проникна конвекція (англ. Convective overshoot) — явище конвекції, під час якого матеріал переноситься за межі нестабільної області атмосфери в стратифіковану, стабільну область. Вона спричинена імпульсом конвекційного матеріалу, який по інерції пролітає за межі регіону нестійкості.

## Опис
Конвекція — явище, при якому відбувається перемішування речовини в середовищі, а разом з цим — перенесення енергії в ньому. Наприклад, можна розглянути ідеальний газ: при великому вертикальному градієнті температури, тобто при її швидкому зростанні зі зменшенням висоти, густина із зменшенням висоти буде знижуватися. Це призведе до того, що умовно виділений елемент середовища невеликого об'єму при малому зміщенні зможе спливти вгору або опускатися вниз, а не повертатися у вихідне положення, так що середовище виявляється нестійким, і в ньому відбуватиметься конвекція. Критерій конвективної нестійкості полягає в тому, що градієнт температури має перевищувати так званий адіабатичний градієнт.
Якщо є обмежена область з температурним градієнтом вище за адіабатичний, то розглянутий елемент середовища при спливанні або зануренні рухатиметься з деякою швидкістю. Навіть коли елемент залишить регіон конвективної нестійкості, він пройде ще якусь відстань, перш ніж зупинитися. Таким чином, конвективне перемішування речовини охоплює ширший регіон, ніж той, в якому температурний градієнт вищий за адіабатичний. Таке явище називають проникною конвекцією (англ. convective overshoot). Точний розрахунок величини, на яку збільшується регіон конвекції через проникну конвекцію, складний: наприклад, для зір у межах теорії довжини шляху перемішування різні оцінки дають результати, що відрізняються більш ніж на порядок величини, і вплив ефекту на розмір конвективної зони, згідно з цими оцінками, може бути як незначним, так і досить важливим.

## Зоряна конвекція
Проникна конвекція відбувається на межах конвективних зон у зорях. Прикладом цього є межа конвективної зони в надрах Сонця. Енергія термоядерного синтезу Сонця виноситься назовні випромінюванням у глибокій внутрішній зоні променистого переносу та конвективною циркуляцією у зовнішній конвекційній зоні, але холодна речовина, що опускається з поверхні, проникає глибше в зону променистого переносу, ніж це передбачала б теорія без врахування інерції цієї речовини. Це впливає на швидкість теплопередачі та температуру сонячних внутрішніх шарів, які можна опосередковано виміряти за допомогою геліосейсмології. Шар між конвективною та радіаційною зонами Сонця називають тахокліном.
Проникна конвекція може мати більш виражений вплив на еволюцію зір, які мають конвективне ядро, таких як зорі середньої та високої маси. Конвективний матеріал, що виходить за межі ядра, змішується з навколишнім матеріалом, внаслідок чого частина навколишнього матеріалу змішується з ядром. В результаті, маса ядра в кінці головної послідовності може бути більшою, ніж можна було б очікувати без проникної конвекції. Це призводить до значних відмінностей у поведінці на гілках субгігантів та гігантів для зір середньої маси та до радикальних змін в еволюції масивних надгігантів.